# Albors

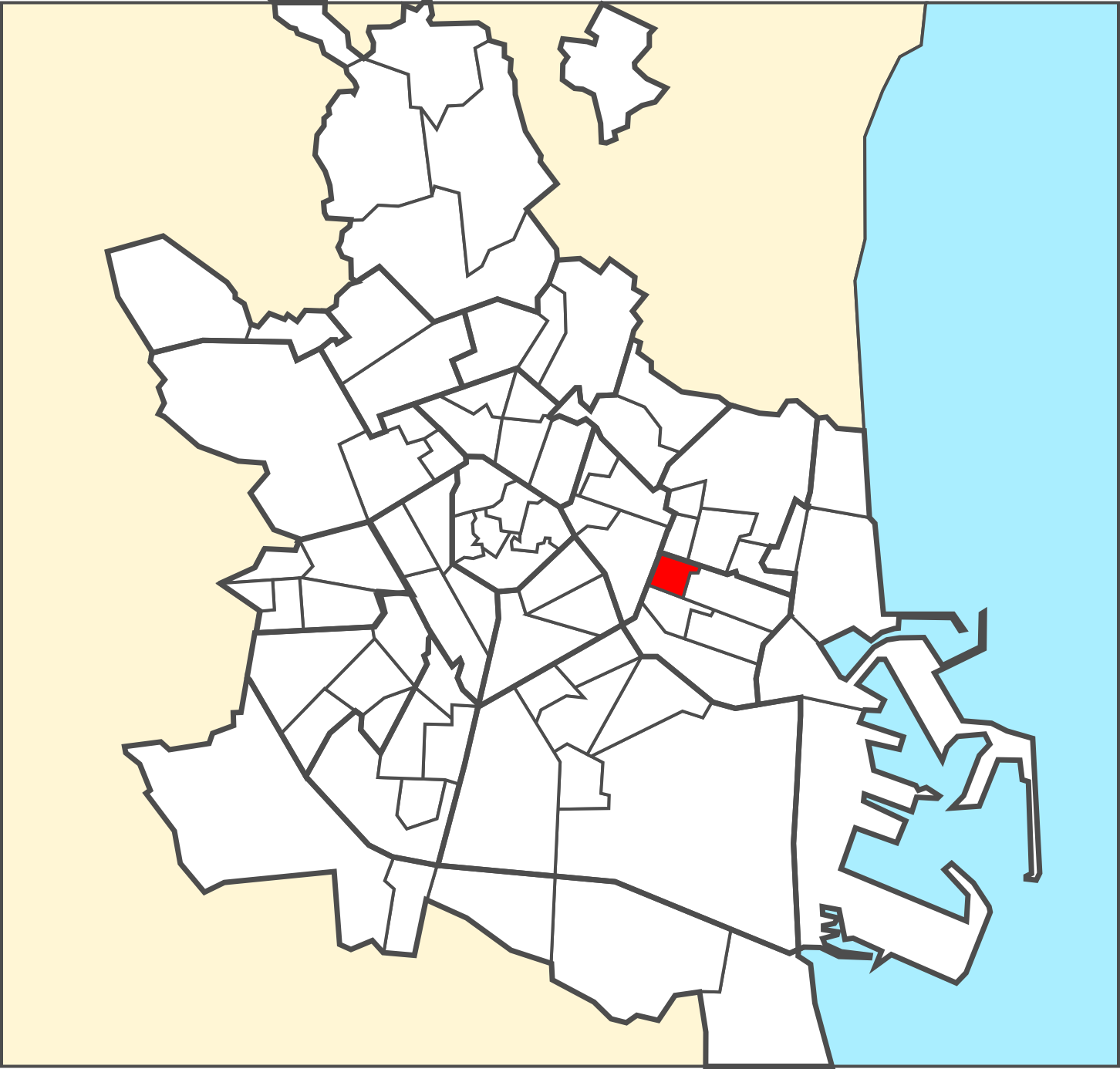
Emplazamiento del barrio de Albors en la ciudad de Valencia.

Albors es un barrio de la ciudad de Valencia (España), perteneciente al distrito de Caminos al Grao. Está situado al este de la ciudad y limita al norte con Amistat y Ciudad Jardín, al este con Ayora, al sur con Camí Fondo y al oeste con Mestalla. Su población en 2022 era de 8.712 habitantes.